# Barzio
Barzio é uma comuna italiana da região da Lombardia, província de Lecco, com cerca de 1.277 habitantes. Estende-se por uma área de 21 km², tendo uma densidade populacional de 61 hab/km². Faz fronteira com Cassina Valsassina, Cremeno, Introbio, Moggio, Pasturo, Valtorta (BG), Vedeseta (BG).

## Demografia
| Variação demográfica do município entre 1861 e 2011                               |
|                                                                                   |
| Fonte: Istituto Nazionale di Statistica (ISTAT) - Elaboração gráfica da Wikipedia |